# Bodo Hombach
Bodo Hombach (n. 19 august 1952, Mülheim an der Ruhr, Germania) este un politician german al Partidului Social Democrat din Germania (SPD).

## Viața timpurie și educație
Bodo Hombach s-a născut în Mülheim pe Ruhr, Renania de Nord-Westfalia. După pregătirea pentru a deveni meșter în telecomunicații (ucenicie din 1967 până în 1970 la Centrala telefonică din Duisburg), a studiat asistența socială la Politehnica din Düsseldorf din 1973 până în 1978.

## Alte activități
- Brost Foundation, Vicepreședinte al Consiliului[4]
- Deloitte Germany, Membru al Consiliului Consultativ[5]

## Recunoaștere
În iulie 2002, Hombach a primit premiul „Taurul European” de către Asociația Contribuabililor din Europa (TAE), deoarece, în calitate de coordonator special, a dat un exemplu foarte pozitiv în utilizarea economisită a bugetelor. „Administrația Pactului de stabilitate a fost atât de bine dezvoltată încât ar putea prelua și conducerea altor comisari speciali ai UE”, așa a citat ziarul Die Welt deputatul Uniunii Creștine Sociale din Bavaria și vicepreședintele Parlamentului European, Ingo Friedrich.
În 2006, lui Hombach i-a fost acordat Ordinul de Merit al Renaniei de Nord-Westfalia de către ministrul președinte Jürgen Rüttgers.